# Plecoptera grisea
Plecoptera grisea là một loài bướm đêm trong họ Erebidae.